# Bloomberg L.P.
Bloomberg L.P. ist ein von Michael Bloomberg im Jahre 1981 gegründetes Informationsdienstleistungs-, Nachrichten- und Medienunternehmen mit Hauptsitz im Bloomberg Tower, New York City. Das Institut für Medien- und Kommunikationspolitik stufte das Unternehmen im Jahr 2023 auf Rang 24 der weltweit größten Medienunternehmen ein.

## Geschichte
Michael Bloomberg gründete das Unternehmen 1981. Ein erstes Produkt war ein Datenmonitor – das Bloomberg Terminal – für Investmentbanken. Heute ist Bloomberg eine Mischung aus Datenlieferant und Finanznachrichtenagentur, die sich insbesondere im Anleihenmarkt auszeichnet. Nachdem Unternehmensgründer Bloomberg 2001 zum Bürgermeister von New York City gewählt worden war, zog er sich aus der Unternehmensführung zurück.

## Unternehmensstruktur, Wettbewerb und Produkte
Michael Bloomberg war Stand 2012 mit einem Anteil von 88 Prozent Haupteigner seines Unternehmens; der Rest befand sich im Streubesitz. Das Unternehmen beschäftigte rund 15.000 Mitarbeiter in 72 Ländern. Insgesamt waren 2.300 Reporter für Bloomberg tätig.
Bloomberg umfasst unter anderem die Produktbereiche Bloomberg Professional, Bloomberg.com, Bloomberg News, Bloomberg Radio und Bloomberg Television.
Im Jahr 2009 übernahm Bloomberg BusinessWeek, ein populäres US-Wirtschafts-Print- und Online-Magazin, von McGraw-Hill.
Hauptkonkurrent von Bloomberg im Bereich Informationsprodukte und Finanzdienstleistungen ist das Unternehmen Thomson Reuters. Weitere Konkurrenten sind SIX Financial Information, FactSet Research Systems oder Morningstar.

### Bloomberg Professional
Unter dem Produktbereich Bloomberg Professional wurden die originären Finanzdienstleistungen von Bloomberg zusammengefasst. Dies sind die Bestands- und Echtzeit-Bereitstellung von Daten aus den verschiedensten Finanzbereichen, vor allem für institutionelle Kunden und Investmentbanken. Das kostenpflichtige Angebot umfasst unter anderem die Abfrage von Börsendaten, Charts und Nachrichten. Neben den internationalen Kürzeln wie WKN- und ISIN-Codes verfügt Bloomberg auch über ein eigenes Identifikationssystem zum Aufruf der verschiedenen Finanztitel (Bloomberg-Ticker). Entsprechend hat z. B. jede aktive Börse auch ein eigenes Bloomberg-Börsen-Kürzel.
2011 hatte Bloomberg Professional Service rund 310.000 professionelle Nutzer weltweit.